# Persone di nome Diane
| Questa pagina contiene informazioni ricavate automaticamente dalle voci biografiche con l'ausilio del template Bio e di un bot. L'aggiornamento è periodico e automatico e ricostruisce completamente la pagina. Se manca una persona in questa lista, sei pregato di non aggiungerla, ma accertati piuttosto che la sua voce biografica contenga il template Bio e che i dati anagrafici siano correttamente compilati. Se il template Bio manca, inseriscilo tu stesso o, in alternativa, metti l'avviso {{tmp\|Bio}} che ne segnala la mancanza. Se i dati riportati sono sbagliati, correggi direttamente la voce biografica; le modifiche saranno visibili in questa lista entro pochi giorni. Per chiarimenti vedi il progetto antroponimi. La lista contiene solo le 78 persone che sono citate nell'enciclopedia e per le quali è stato implementato correttamente il template Bio. Pagina aggiornata al 16 ott 2024. |

Questa è una lista di persone presenti nell'enciclopedia che hanno il prenome Diane, suddivise per attività principale.

## Atlete paralimpiche(1)
- Diane Roy, atleta paralimpica canadese (Notre-Dame-du-Lac, n. 1971)

## Attiviste(1)
- Diane Nash, attivista statunitense (Chicago, n. 1938)

## Attrici(20)
- Diane Baker, attrice statunitense (Los Angeles, n. 1938)
- Di Botcher, attrice gallese (Port Talbot, n. 1959)
- Diane Brewster, attrice statunitense (Kansas City, n. 1931 - Studio City, † 1991)
- Diane Cilento, attrice australiana (Brisbane, n. 1932 - Cairns, † 2011)
- Diane Delano, attrice statunitense (Los Angeles, n. 1957)
- Diane Ellis, attrice statunitense (Los Angeles, n. 1909 - Chennai, † 1930)
- Marguerite Empey, attrice e modella statunitense (Los Angeles, n. 1932 - Los Angeles, † 2008)
- Diane Farr, attrice e scrittrice statunitense (New York, n. 1969)
- Diane Fleri, attrice francese (Quimper, n. 1983)
- Diane Franklin, attrice statunitense (Plainview, n. 1962)
- Diane Guerrero, attrice statunitense (Passaic, n. 1986)
- Diane Keaton, attrice, produttrice cinematografica e regista statunitense (Los Angeles, n. 1946)
- Diane Kruger, attrice e modella tedesca (Algermissen, n. 1976)
- Diane Kurys, attrice, sceneggiatrice e regista francese (Lione, n. 1948)
- Diane Lane, attrice statunitense (New York, n. 1965)
- Diane Langton, attrice, cantante e ballerina britannica (Somerset, n. 1947)
- Diane Morgan, attrice britannica (Bolton, n. 1975)
- Diane Neal, attrice statunitense (Alexandria, n. 1975)
- Diane Varsi, attrice statunitense (San Mateo, n. 1938 - Hollywood, † 1992)
- Diane Venora, attrice statunitense (East Hartford, n. 1952)

## Bassiste(1)
- Diane DiPiazza, bassista e artista statunitense (Lodi)

## Calciatrici(1)
- Diane Caldwell, calciatrice irlandese (Balbriggan, n. 1988)

## Cantanti(4)
- Alela Diane, cantante e compositrice statunitense (Nevada City, n. 1983)
- Q Lazzarus, cantante statunitense (Neptune, n. 1960 - New York, † 2022)
- Diana Ross, cantante, produttrice discografica e attrice statunitense (Detroit, n. 1944)
- Diane Schuur, cantante e pianista statunitense (Tacoma, n. 1953)

## Cantautrici(1)
- Diane Birch, cantautrice e musicista statunitense (n. 1983)

## Compositrici(1)
- Diane Warren, compositrice statunitense (Van Nuys, n. 1956)

## Danzatrici su ghiaccio(2)
- Diane Gerencser, ex danzatrice su ghiaccio svizzera (Ginevra, n. 1972)
- Diane Towler, ex danzatrice su ghiaccio britannica (Londra, n. 1946)

## Doppiatrici(1)
- Diane Michelle, doppiatrice statunitense (Los Angeles, n. 1956)

## Esoteriste(1)
- Diane Hegarty, esoterista statunitense (Chicago, n. 1942 - † 2022)

## Fotografe(1)
- Diane Arbus, fotografa statunitense (New York, n. 1923 - Greenwich Village, † 1971)

## Fumettiste(1)
- Diane DiMassa, fumettista statunitense (New Haven, n. 1959)

## Giocatrici di curling(1)
- Diane Nelson, giocatrice di curling canadese (Burnaby, n. 1958)

## Giornaliste(1)
- Diane Pernet, giornalista e fotografa statunitense (Washington)

## Informatiche(1)
- Diane Greene, informatica e dirigente d'azienda statunitense (Rochester, n. 1955)

## Linguiste(1)
- Diane Larsen-Freeman, linguista statunitense (Ann Arbor, n. 1946)

## Mezzofondiste(2)
- Diane Nukuri, mezzofondista e maratoneta burundese (Kigozi, n. 1984)
- Diane van Es, mezzofondista olandese (Rotterdam, n. 1999)

## Nobili(1)
- Diane de Dommartin, nobile francese (Fontenoy-le-Château, n. 1552 - † 1625)

## Nuotatrici(1)
- Diane Bui Duyet, nuotatrice francese (Numea, n. 1979)

## Organiste(1)
- Diane Bish, organista, compositrice e produttrice televisiva statunitense (Wichita, n. 1941)

## Pallavoliste(1)
- Diane Copenhagen, pallavolista statunitense (Mountain View, n. 1986)

## Pattinatrici di velocità su ghiaccio(1)
- Diane Valkenburg, pattinatrice di velocità su ghiaccio olandese (Bergschenhoek, n. 1984)

## Poetesse(2)
- Diane Seuss, poetessa statunitense (Michigan City, n. 1956)
- Diane di Prima, poetessa statunitense (New York, n. 1934 - † 2020)

## Politiche(5)
- Diane Abbott, politica britannica (Paddington, n. 1953)
- Diane Black, politica statunitense (Baltimora, n. 1951)
- Diane Dodds, politica britannica (Rathfriland, n. 1958)
- Diane James, politica britannica (Bedford, n. 1959)
- Diane Watson, politica statunitense (Los Angeles, n. 1933)

## Registe(1)
- Diane Martel, regista e coreografa statunitense

## Registe teatrali(1)
- Diane Paulus, regista teatrale statunitense (New York, n. 1966)

## Sceneggiatrici(3)
- Diane English, sceneggiatrice, regista e produttrice televisiva statunitense (Buffalo, n. 1948)
- Diane Ruggiero, sceneggiatrice e produttrice televisiva statunitense (Old Bridge, n. 1969)
- Diane Thomas, sceneggiatrice statunitense (Michigan, n. 1946 - Los Angeles, † 1985)

## Sciatrici alpine(3)
- Diane Culver, ex sciatrice alpina e allenatrice di sci alpino canadese (n. 1952)
- Diane Haight, ex sciatrice alpina canadese (Trail, n. 1964)
- Diane Pratte, ex sciatrice alpina canadese (Rouyn-Noranda, n. 1953)

## Scrittrici(5)
- Diane Ackerman, scrittrice, poetessa e naturalista statunitense (Waukegan, n. 1948)
- Diane Ducret, scrittrice franco (Anderlecht, n. 1982)
- Diane Hoh, scrittrice statunitense (Pennsylvania)
- Diane Johnson, scrittrice statunitense (Moline, n. 1934)
- Diane Setterfield, scrittrice britannica (Reading, n. 1964)

## Scrittrici di fantascienza(1)
- Diane Carey, scrittrice di fantascienza statunitense (Flint, n. 1954)

## Stiliste(1)
- Diane von Fürstenberg, stilista e imprenditrice belga (Bruxelles, n. 1945)

## Tenniste(3)
- Diane Desfor, ex tennista statunitense (Long Beach, n. 1955)
- Diane Evers, ex tennista australiana (Melbourne, n. 1956)
- Diane Parry, tennista francese (Nizza, n. 2002)

## Velociste(4)
- Diane Borg, ex velocista maltese (Pietà, n. 1990)
- Diane Dixon, ex velocista statunitense (New York, n. 1964)
- Diane Foster, velocista canadese (Vancouver, n. 1928 - Oliver, † 1999)
- Diane Williams, ex velocista statunitense (Chicago, n. 1960)

## Senza attività specificata(2)
- Diane Adélaïde de Mailly,  francese (Parigi, n. 1713 - Parigi, † 1769)
- Diane d'Andoins, contessa francese (Hagetmau, n. 1554 - Hagetmau, † 1620)